# Rainer Bähr
Rainer M. Bähr (* 20. Juni 1958 in Weinsberg, Landkreis Heilbronn) ist ein deutscher Jurist und Insolvenzverwalter.

## Leben
Nach dem Abitur absolvierte Bähr eine Banklehre bei der Kreissparkasse Heilbronn, um danach an der Ruprecht-Karls-Universität Heidelberg Rechtswissenschaften und an der Fernuniversität in Hagen Wirtschaftswissenschaften zu studieren. Im Jahre 1988 erfolgte seine Zulassung als Rechtsanwalt. Seitdem hat er sich auf den Tätigkeitsbereich Insolvenzverwaltung und Restrukturierung spezialisiert und wurde in etwa 3000 Verfahren  zum Konkurs-, Gesamtvollstreckungs- und Insolvenzverwalter/ -gutachter bzw. Sachwalter (ESUG) bestellt. Bähr war Gründungspartner der Sozietät Hermann & Bähr, Rechtsanwälte und Steuerberater, nunmehr HERMANN Rechtsanwälte Wirtschaftsprüfer Steuerberater, die heute 14 Standorte und sechs Zweigstellen in Deutschland umfasst.
Bähr wirkte als Lehrbeauftragter an der Juristenfakultät der Universität Leipzig und seit 2007 bis heute an der juristischen Fakultät der Leibniz Universität Hannover. Im Auftrag der GTZ führte er Schulungen für Insolvenzverwalter in Russland (2004) und Serbien (2005) durch. Für die Föderation Bosnien und Herzegowina und Serbien war er maßgeblich am Entwurf eines Insolvenzgesetzes, ebenfalls im Auftrag der GTZ, beteiligt. Von der Bund-Länder-Kommission zur Reform der Insolvenzordnung wurde er 2002 als Sachverständiger herbeigezogen, 1991 bis 2000 war er Revisor der Rechtsanwaltskammer Sachsen. Seit 1999 ist er Mitglied des Geschäftsführenden Ausschusses der Arbeitsgemeinschaft Insolvenzrecht und Sanierung im Deutschen Anwaltverein, die jährlich die größte insolvenzrechtliche Veranstaltung ausrichtet.
Bähr ist Mitglied in den Fachverbänden
- Arbeitskreis für Insolvenz- und Schiedsgerichtswesen e.V., Köln
- Verband Insolvenzverwalter und Sachwalter Deutschlands (VID)
- Institut für Insolvenzrecht e.V., Hannover
- Forum Insolvenzrecht e.V.
- INSOL Europe und INSOL International.[1]

Bähr übersiedelte 1991 nach Leipzig, ist geschieden, hat drei Kinder und wohnt in der Dübener Heide in Sachsen-Anhalt.

## Auszeichnungen und Ehrungen
Rainer Bähr wurde von verschiedenen Seiten für seine Arbeit ausgezeichnet, darunter von Legal 500 sowie von Best Lawyers.
Gemeinsam mit Christian Berger vom Institut für Anwaltsrecht der Universität Leipzig gründete er den Leipziger Insolvenzrechtstag (LIT). Insbesondere für seine Initiierung und Förderung dieses Projekts sowie insgesamt in Würdigung seiner Verdienste um die Pflege des Insolvenzrecht (Deutschland)s an der Juristischen Fakultät wurde ihm am 17. Dezember 2013 der Grad und die Würde eines Doktors der Rechte ehrenhalber  von der Juristenfakultät der Universität Leipzig verliehen, diese Auszeichnung ist seit der Neugründung der Fakultät  zum neunten Mal verliehen worden, erstmals an einen noch aktiven Rechtsanwalt.

## Monographien
- Rainer M. Bähr, Stefan Smid: Die Rechtsprechung des BGH zur neuen Insolvenzordnung 1999–2006. de Gruyter, Berlin 2006, ISBN 3-89949-367-2.
- Christian Berger, Rainer M. Bähr, Moritz Melchior, Karsten Sturm, Mathias Winderlich (Hrsg.): 14. Leipziger Insolvenzrechtstag. Logos Verlag, Berlin 2013, ISBN 978-3-8325-3578-0.